# Csaba Meleghegyi
Csaba Meleghegyi [ˈtʃɒbɒ ˈmɛlɛɡhɛɟi] (* 15. September 1941 in Budapest; † 11. September 2004 ebenda) war ein ungarischer Schachspieler. 
Er war Großmeister im Fernschach und Internationaler Meister im Nahschach.

## Fernschach
Meleghegyi nahm erfolgreich teil am Finale der Europa-Mannschaftsmeisterschaft 1966 (+5 =3 −0) und an der 7. Fernschacholympiade 1972 (+5 =2 −0). Dafür erhielt er 1972 den Titel Internationaler Meister im Fernschach.
Weitere gute Leistungen erbrachte er 
- 1977: 8. Fernschacholympiade (+7 =3 −2)
- 1978: Finale der Europa-Mannschaftsmeisterschaft (+4 =3 −1)
- 1982: 9. Fernschacholympiade (+2 =6 −0)
- 1984: Platz 1 im O'Kelly-Memorial (+12 =4 −0)
- 1988/92: 1. Platz im Kirjeshakki-25 Jubiläumsturnier (+10 =4 −0)
- 1988: Halbfinale der Europa-Mannschaftsmeisterschaft (+5 =3 −0)
- 1991/96: 1. Platz im Turnier FINJUB-30 (+11 =3 −0)

Diese Leistungen wurden 1987 mit dem Titel Internationaler Großmeister im Fernschach 
gewürdigt.
2002 belegte er in der ICCF-Rangliste Rang 39. Seine Elo-Zahl im Fernschach betrug 2616 (2002).

## Nahschach
1960 wurde Meleghegyi ungarischer Meister. 1967 nahm er nochmals an der ungarischen Meisterschaft teil. 1984 erhielt er von der FIDE den Titel Internationaler Meister. 
Seine Elo-Zahl war 2369 (Juli 2004), seine höchste Elo-Zahl erreichte er im Januar 1988 mit 2420.
1993 ernannte ihn die FIDE zum Internationalen Schiedsrichter.

## Quelle
- Zeitschrift Fernschach 1996/5 Seite 257

| Personendaten    | Personendaten             |
| ---------------- | ------------------------- |
| NAME             | Meleghegyi, Csaba         |
| KURZBESCHREIBUNG | ungarischer Schachspieler |
| GEBURTSDATUM     | 15. September 1941        |
| GEBURTSORT       | Budapest                  |
| STERBEDATUM      | 11. September 2004        |
| STERBEORT        | Budapest                  |